# Ареза (район)
Ареза — район зоби (провінції) Дебуб, що в Еритреї. Столиця — місто Ареза.